# Transport kolejowy w Nigerii

Mapa nigeryjskiej sieci kolejowej. Na czerwono linie normalnotorowe, na fioletowo linie wąskotorowe (rozstaw przylądkowy 1067 mm)

Transport kolejowy w Nigerii – system transportu kolejowego działający na terenie Nigerii.
W Nigerii istnieje 3798 km linii kolejowych z czego 293 km ma normalny rozstaw szyn (1435 mm), a 3505 km linii ma  przylądkowy rozstaw szyn (wąski, 1067 mm). Wszystkie linie są niezelektryfikowane. Państwowy przewoźnik to Nigerian Railway Corporation.